# Пульгар, Эрик
Э́рик Анто́нио Пульга́р Фарфа́н (исп. Erick Antonio Pulgar Farfán; 15 января 1994, Антофагаста, Чили) — чилийский футболист, полузащитник клуба «Фламенго» и сборной Чили.

## Клубная карьера
Пульгар — воспитанник клуба «Депортес Антофагаста». 20 ноября 2011 года в матче против «Депортес Наваль» он дебютировал в чилийской Примере. 11 мая 2013 года в поединке против «Унион Эспаньола» Эрик забил свой первый гол за «Депортес Антофагаста». Летом 2014 года Пульгар перешёл в «Универсидад Католика». Сумма трансфера составила 400 тыс. евро. 27 июля в матче против «Унион Эспаньола» он дебютировал за новую команду. 25 августа в поединке против «Палестино» Эрик забил свой первый гол за «Универсидад Католика».
Летом 2015 года Эрик перешёл в итальянскую «Болонью», подписав контракт на четыре года. 22 августа в матче против «Лацио» он дебютировал в итальянской Серии A, заменив во втором тайме Макро Крими. 26 октября 2016 года в поединке против «Кьево» Пульгар забил свой первый гол за «Болонью».
Летом 2019 года Пульгар перешёл в «Фиорентину». 24 августа в матче против «Наполи» он дебютировал за новую команду. В этом же поединке Эрик забил свой первый гол за «Фиорентину». В начале 2022 года Пульгар на правах аренды перешёл в турецкий «Галатасарай». 6 февраля в матче против «Аланьяспора» он дебютировал в турецкой Суперлиги. Летом того же года Пульгар перешёл в бразильский «Фламенго», подписав контракт на 3 года. Сумма трансфера составила 3 млн. евро. 28 августа в матче против «Ботафого» он дебютировал в бразильской Серии A. В составе клуба игрок помог команде завоевать Кубок Бразилии и Кубок Либертадорес.

## Международная карьера
29 января 2015 года в товарищеском матче против сборной США Пульгар дебютировал за сборную Чили. Летом 2016 года Эрик стал победителем Кубка Америки в США. На турнире он сыграл в матче против сборной Колумбии.
В 2019 году Пульгар во второй раз принял участие в Кубке Америки в Бразилии. На турнире он сыграл в матчах против сборных Японии, Эквадора, Уругвая, Колумбии, Перу и Аргентины. В поединке против японцев Эрик забил свой первый гол за национальную команду.
В 2021 года Пульгар в третий раз принял участие в Кубке Америки в Бразилии. На турнире он сыграл в матчах против команд Аргентины, Уругвая, Боливии и Бразилии.

### Голы за сборную Чили
| #   | Дата            | Место                                  | Противник | Счёт | Результат | Соревнование                     |
| --- | --------------- | -------------------------------------- | --------- | ---- | --------- | -------------------------------- |
| 01. | 17 июня 2019    | Морумби, Сан-Паулу, Бразилия           | Япония    | 0:1  | 0:4       | Кубок Америки 2019               |
| 02. | 8 июня 2021     | Сан-Карлос де Апокиндо, Сантьяго, Чили | Боливия   | 1:0  | 1:1       | Чемпионат мира 2022 квалификация |
| 03. | 14 октября 2021 | Сан-Карлос де Апокиндо, Сантьяго, Чили | Венесуэла | 1:0  | 3:0       | Чемпионат мира 2022 квалификация |
| 04. | 14 октября 2021 | Сан-Карлос де Апокиндо, Сантьяго, Чили | Венесуэла | 2:0  | 3:0       | Чемпионат мира 2022 квалификация |

## Достижения
Клубные
 «Фламенго»
- Обладатель Кубка Бразилии — 2022
- Обладатель Кубка Либертадорес — 2022

Международные
 Чили
- Победитель Кубка Америки — 2016